# Магаровци
Магаровци су насељено место у Босни и Херцеговини у Општини Јајце које административно припада Федерацији Босне и Херцеговине. Према попису становништва из 1991. у насељу је живело 207 становника.

## Становништво
По последњем службеном попису становништва из 1991. године, у насељу Магаровци живело је 207 становника. Сви становници су били Хрвати.